# Privatissimum
Ein Privatissimum (lateinisch, substantiviert aus privatissime, deutsch etwa „sehr privat, sehr persönlich, ganz geheim“) ist ein universitärer Veranstaltungsmodus. In der Regel finden Lehrveranstaltungen an Universitäten als Collegium Publicum statt und sind somit öffentlich für alle Mitglieder der jeweiligen Universität. Ein (Collegium) Privatissimum ist hingegen eine Veranstaltung für einen vom Dozenten ausgewählten Hörerkreis. In einer Nebenbedeutung ist Privatissimum ein – häufig scherzhafter – bildungssprachlicher Ausdruck für eine ernsthafte persönliche Ermahnung.

## Privatissimum als Lehrveranstaltung
Ein Privatissimum ist eine Lehrveranstaltung für einen vom Dozenten ausgewählten, gegebenenfalls von ihm eingeladenen Teilnehmerkreis. Diese findet in zwangloserer Form statt, meist nicht im Hörsaalbereich einer Universität, sondern in Räumlichkeiten eines Lehrstuhls oder, wie es früher die Regel war, in der Privatwohnung des Dozenten. Eine solche Veranstaltung wird von Dozenten häufig zusätzlich zu ihrer eigentlichen Lehrverpflichtung angeboten. Insbesondere Kolloquien für Diplomanden und Doktoranden werden häufig als Privatissimum abgehalten.
Privatissima haben meist relativ wenige Teilnehmer und widmen sich häufig der Diskussion von Forschungsprojekten und -ergebnissen.
Ist die Veranstaltung im Vorlesungsverzeichnis aufgeführt – mit dem Vermerk „Privatissimum“ oder „privatissime“ –, so fehlt häufig die Angabe des Veranstaltungsorts. Interessierte können sich in diesem Fall an den Dozenten wenden und jenen erfragen bzw. um die Erlaubnis zur Teilnahme bitten.
Darüber hinaus ist privatissime hinsichtlich eines Gesprächs mit einem Dozenten ein Ausdruck für „außerhalb einer Lehrveranstaltung“. Antwortet z. B. ein Dozent auf eine Hörerfrage: „Das kann ich Ihnen gerne privatissime erklären“, so bietet er an, die Frage nach der Veranstaltung bzw. in der Sprechstunde zu beantworten.